# Tomorrowland
Pour les articles homonymes, voir Tomorrowland (homonymie).
Tomorrowland (littéralement en français, « Le monde de demain »), est une section commune aux divers Royaumes enchantés de Disney autour du monde. Cette section est à l'origine celle présentant le « futur » tel qu'on l'imaginait à l'époque de la conception du premier parc. Le thème changea légèrement au fil du temps et devint, pour plusieurs parcs, la présentation d'une « vision du futur ».
Walt Disney était connu pour son intérêt pour le futur et avait présenté au public américain des avants-goûts du futur dans ses émissions de télévision. Tomorrowland est un prolongement en trois dimensions de cet intérêt.
Chaque parc possède un concept légèrement différent des autres, raison pour laquelle chaque Tomorrowland est traité séparément dans le présent article. Ce concept a parfois été mis à jour pour des raisons d'obsolescence.

## Disneyland
Le Tomorrowland de Disneyland a été revu en totalité à plusieurs reprises depuis l'ouverture. Chaque version est décrite ci-après. Les attractions actuelles incluent : Astro Orbitor, Autopia, Buzz Lightyear's Astro Blasters, Captain Eo, Disneyland Monorail, Disneyland Railroad, Finding Nemo Submarine Voyage, Innoventions, Space Mountain, et Star Tours: The Adventures Continue.

### Lancement
La première mouture ouvrit en 1955 avec seulement des substituts des attractions planifiées en raison de coupes dans le budget. En raison du très court calendrier pour la construction du parc (de juillet 1954 à juillet 1955) et du développement des attractions cette section fut la dernière à être construite. Walt ne voulait pas transformer ce land en une foire exposition d'industriels mais comme le temps et l'argent vinrent à lui manquer il accepta la plupart des offres. Ainsi les sociétés Monsanto Chemicals, American Motors, Richfield Oil Corporation et Dutch Boy Paint (en) eurent des salles de présentations dans les bâtiments à l'entrée du land. L'une des seules attractions réellement Disney fut la réutilisation des décors du film Vingt Mille Lieues sous les mers en tant que balade pédestre, présentée jusqu'en 1966.
Durant les quatre premières années, Tomorrowland était un espace ouvert avec un esprit très industriel, beaucoup d'exposition et quelques attractions depuis disparues le tout dans une atmosphère blanche épurée et argentée. L'un des éléments principaux du land était le TWA Moonliner, la plus haute structure du parc en son temps et une réplique de fusée spatiale inspirée du décor de la section Man in Space (en) de l'émission télévisée Disneyland diffusée dans les années 1950. Durant les premiers jours du parc, l'attraction Autopia donnait une vision des autoroutes alors en construction à travers les États-Unis. Depuis elle fut maintes fois modifiée ou mise à jour. Une importante attraction apparue en 1957, la Maison du Futur Monsanto permit de donner plus de corps et un réalisme quotidien au thème futuriste, cher à Walt.

### Après 1959
L'année 1959 vit changer le Tomorrowland avec l'ouverture de trois attractions, certaines prévues à l'origine du parc mais ayant nécessité un long développement : ALWEG Monorail, Submarine Voyage et Matterhorn Bobsleds (plus tard rattaché à Fantasyland). Cette année 1959 est considérée une renaissance de Tomorrowland et l'événement fut même retransmis à la télévision. D'après l'exposition qui s'est tenue de 1997 à 2000 au sein de la Disney Gallery, le Tomorrowland de 1959 à 1967 est appelé, avec celui initial, le Tomorrowland de l'ère atomique.

Logo du New Tomorroland (1998)

Cette version a compris une exposition nommée The Art of Animation mais bien loin de l'attraction The Magic of Disney Animation qui ouvrit en 1989 au sein du parc Disney-MGM Studios.

### New Tomorrowland (1967-1998)
Avec la fin de la Foire internationale de New York 1964-1965, l'attraction Carousel of Progress devait faire son entrée dans le land rénové selon les désirs de Walt qui s'était toutefois orienté entre-temps sur plusieurs projets dont le Project Floride. Malgré ses multiples occupations, Walt mourut en décembre 1966, à sept mois de l'ouverture d'un nouveau Tomorrowland. La zone a été présentée le 21 janvier 1968 à la télévision dans l'émission The Wonderful World of Disney sur NBC.
Le New Tomorrowland de 1967 comprenait l'ajout de nouvelles attractions avec des bâtiments neuf et d'un nouveau décor. Les attractions Carousel of Progress, Flight to the Moon, Adventure Thru Inner Space, Circle-Vision 360° et une plate-forme commune pour le PeopleMover et Rocket Jets donnèrent un sens au nouveau thème World on the Move (un monde en mouvement). Quelques années plus tard, le land fut complété par Space Mountain, Star Tours et le Magic-Eye Theater présentant Captain EO, les deux dernières remplaçant des anciennes attractions.

### New Tomorrowland (depuis 1998)

Autre variation du logo du New Tomorrowland (1998).

Après l'important travail mené par les Imagineers sur le concept de Discoveryland au parc Disneyland en France, il fut décidé de revoir le Tomorrowland de Disneyland avec un aspect « rétrofuturiste », le nom de cette version est Imagination and Beyond (l'imagination et au-delà) qui a ouvert en mai 1998. En raison de problèmes budgétaires, la plupart des attractions restèrent les mêmes avec simplement un changement décoratif à l'extérieur. On peut noter la fermeture des attractions Circle-Vision 360°, Mission to Mars, Captain EO remplacée par Honey, I Shrunk the Audience et  Carousel of Progress remplacée par Innoventions. L'attraction PeopleMover fut remplacée par une version plus rapide mais au destin peu enviable, Rocket Rods. Rocket Jets fut remplacé par un mobile nommé Observatron tandis qu'un manège similaire nommé Astro Orbitor ouvrait à l'entrée du land.  L'intégralité du land, dont l'imposante Space Mountain, fut repeint avec des couleurs bronze, or, ocre brun avec des verts émeraude sur les parties métalliques.
La rénovation ne fut pas populaire parmi les fans surtout en raison de l'attraction (qui devrait être) phare Rocket Rods fermée dès septembre 2000 pour des raisons techniques et financières. De plus les boutiques et les restaurants étaient les seules vraies nouveautés du land ; ce qui suivait les directives de Paul Pressler et Cynthia Harriss. L'aspect rouille voulu par les Imagineers devint la réalité et les problèmes techniques s'accumulèrent en conjonction avec le départ des partenaires des expositions d'Innoventions.

### Actuellement
Fin 2003, Paul Pressler fut remplacé par Matt Ouimet (en) à la présidence du Disneyland Resort pour mettre fin à la spirale négative amorcée avec le New Tomorrowland de 1998 et préparer les cérémonies du 50e anniversaire de Disneyland. Tout le parc fut transformé en chantier et Tomorrowland encore plus. Space Mountain fut fermé durant deux ans pour refaire à neuf le circuit de montagnes russes. La salle de cinéma de Circle-Vision, utilisée comme film d'attente pour Rocket Rods fut convertie en Buzz Lightyear's Astro Blasters.
En février 2005, les travaux arrivèrent à leur fin et le schéma de couleur prévu pour le 50e anniversaire fut accepté, il comprend un mélange de bleu, blanc et argent plus proche du blanc immaculé et de l'argent initial. De plus, comme pour la période 1955-1959 différentes attractions verront le jour dans les quatre ans après le 50e anniversaire dont Finding Nemo Submarine Voyage en 2007. Des projets évoquent la thématique du film Cars pour Autopia, la renaissance de PeopleMover ou un nouveau monorail.

## Magic Kingdom
Le second Tomorrowland bénéficia d'un budget plus élevé et lorsqu'il ouvrit en 1971, il fut plus proche des visions de Walt avec des attractions plus innovantes. Et à l'image du parc californien il a été modifié mais seulement deux fois.
Les attractions actuelles incluent : Astro Orbiter, Buzz Lightyear's Space Ranger Spin, Space Mountain, Stitch's Great Escape!, Tomorrowland Indy Speedway, Tomorrowland Transit Authority, Walt Disney's Carousel of Progress, Galaxy Palace Theater, Tomorrowland Arcade et Monsters, Inc. : Laugh Floor.

### Second Tomorrowland (1971-1993)
Le thème était celui du monde en mouvement mais ici l'espace était moins étriqué et les attractions moins entassées les unes sur les autres. La majeure partie des attractions futuristes des parcs Disney firent leurs premières au Magic Kingdom telle que Space Mountain en 1975 née avec le projet de SpacePort. Les attractions classiques de Disneyland majoritairement disparues en 1998 restent encore ouvertes : PeopleMover sous le nom de Tomorrowland Transit Authority ou le Carousel of Progress totalement déménagé de Californie. Le land respectait le schéma de couleur adopté par Walt à savoir blanc et bleu pastel (au lieu de l'argent).

### New Tomorrowland (depuis 1994)

Logo du Tomorrowland de 1994 du Magic Kingdom (Floride)

En 1994, après l'important travail mené par les Imagineers sur le concept de Discoveryland au parc Disneyland en France, il fut décidé de revoir le Tomorrowland du Magic Kingdom avec un aspect rétrofuturiste (comme pour Disneyland deux années plus tard). Le thème fut celui du port spatial intergalactique imaginé par les auteurs de science-fiction des années 1920 dont les séries de Flash Gordon ou Buck Rogers. Les couleurs furent beaucoup plus fluorescentes ou néons avec des bleus sombres, des mauves ou métal surtout pour l'Avenue des planètes, le nouveau nom de l'allée menant de la place centrale du parc à Space Mountain.

## Tokyo Disneyland

Logo de Tokyo Disneyland.

À Tokyo Disneyland, les Imagineers essayèrent de créer un Tomorrowland citadin plus proche d'un lieu de travail que d'une foire d'exposition des technologies du futur. En raison d'un budget plus important chaque attraction possède un aspect plus technologique. Toutefois les attractions n'ont pas été redécorées depuis leur ouverture créant des disparités de style bien que la couleur prévalente soit le blanc des premières versions des Tomorrowland américains. Un projet avait été annoncé à la fin des années 1990 pour uniformiser le thème et en faire une ville conforme aux visions futuristes de la fin du XXe siècle. Mais le projet fut annulé en raison du second parc (Tokyo DisneySea). L'aspect du land est considéré par certains fans comme la dernière représentation de la vision de Walt.
Les attractions actuelles incluent : Buzz Lightyear's Astro Blasters, Captain Eo, Grand Circuit Raceway, Space Mountain, Star Tours, Showbase, Starcade, Starjets, et Monsters Inc: Ride And Go Seek (prévu en 2009).

## Parc Disneyland Paris
Au parc Disneyland de Paris, elle a été rebaptisée Discoveryland car le concept était passé d'une vision du futur du 20e siècle à celle du XIXe siècle. Toutefois, avec la fermeture du Visionarium et l'ouverture de Space Mountain : Mission 2 en 2005, puis celle en 2006 de Buzz l'Éclair Bataille Laser, cette section se normalise tout en gardant son atmosphère rétrofuturiste.
Les attractions actuelles incluent : Autopia, Buzz Lightyear Laser Blast, Disneyland Railroad - Discoveryland Station, Les Mystères du Nautilus, Orbitron, Machines Volantes, HyperSpace Mountain, Star Tours l'aventure continue, Videopolis Theatre (Jedi Academy), Starport (rencontre avec Dark Vador), Star Wars : Path of the Jedi et Arcades Alpha & Beta.

## Hong Kong Disneyland

Logo de Hong Kong Disneyland.

La version du parc de Hong Kong est inspirée des dernières versions des parcs américains avec des décorations métalliques aux couleurs bleues et mauves.
Les attractions actuelles incluent : 
- Space Mountain,
- Astro Orbiter,
- Autopia,
- Stitch Encounter,
- UFO Zone
- Iron Man Experience

## Shanghai Disneyland

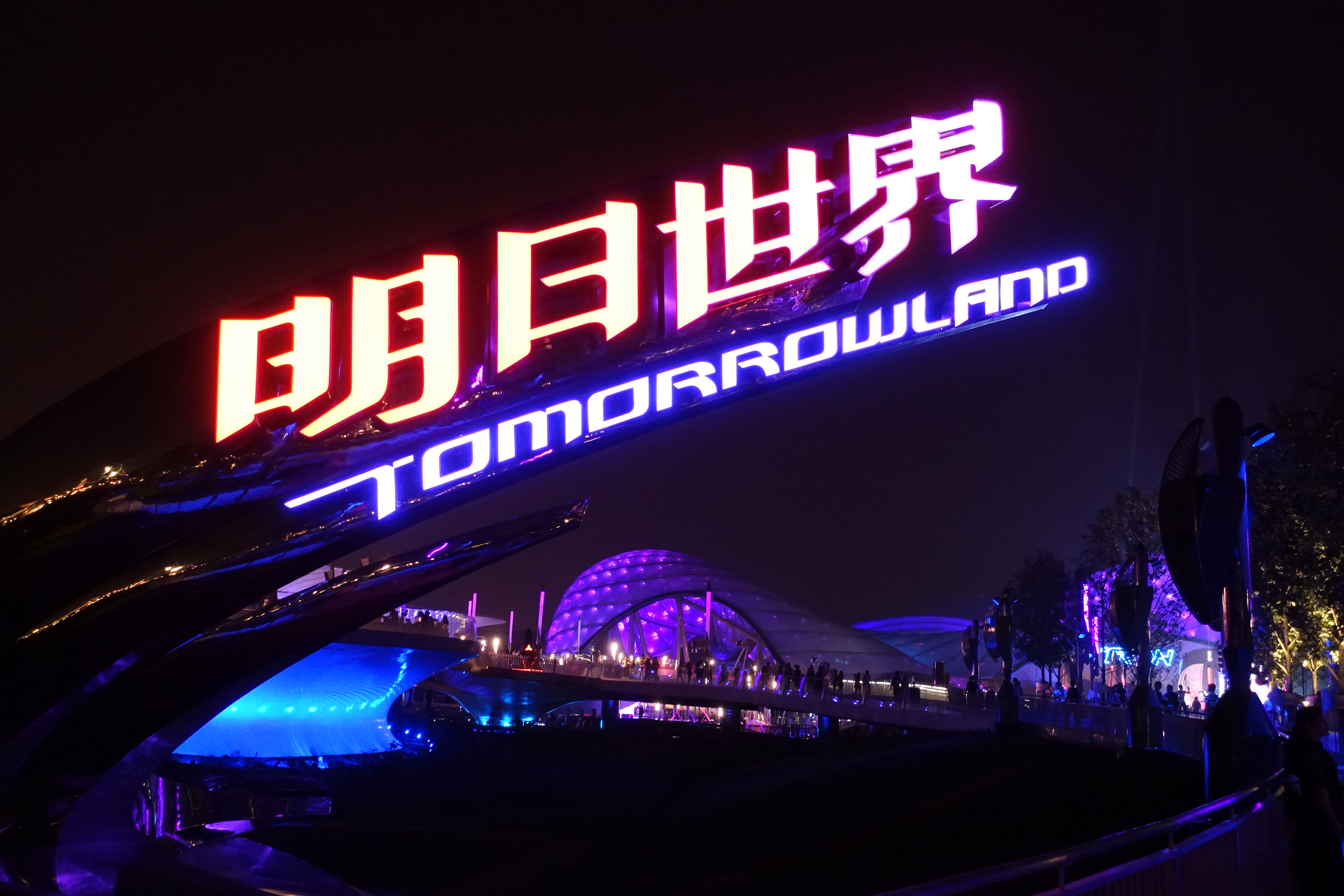
Tomorrowland, à Shanghai Disneyland.

Dans le parc Disneyland de Shanghai, Tomorrowland est présenté dans une version encore plus moderne. Elle comporte une attraction totalement inédite, Tron Lightcycle Power Run (basée sur le film Tron : L'Héritage). Elle contient aussi une version révisée d'Orbitron, substituant les réacteurs dorsaux (jet packs) aux petites fusées. Ce Tomorrowland n'intègre pas l'attraction Space Mountain, contrairement à tous les autres.

### Commerces et restaurants
- Stargazer Grill

#### Attractions
- Buzz Lightyear Planet Rescue
- Jet Packs
- Star Wars Launch Bay
- Stitch Encounter
- Tron Lightcycle Power Run

## Film
En 2008, Walt Disney Pictures travaillait sur un film du nom de Tomorrowland avec les scénaristes Jon Lucas et Scott Moore (en), devant mettre en vedette Dwayne Johnson. Le film n'était supposément pas basé sur le parc thématique réel Tomorrowland mais devait présenter une histoire originale qui ne faisait qu'en emprunter le nom.
En 2013, Walt Disney Pictures annonce qu'un projet secret (d'abord intitulé 1952) mené par le réalisateur Brad Bird et scénarisé par Damon Lindelof est rebaptisé Tomorrowland. On ignore si Bird et Lindelof travaillent sur les premiers jets de Lucas et Moore ou s'il s'agit d'une idée originale basée sur le parc d'attractions. Le film est sorti le 22 mai 2015. George Clooney, Hugh Laurie et Brittany Robertson y tiendront la vedette. Le titre français est À la poursuite de demain.